# Hugues Doneau
Hugues Doneau, dit Hugo Donellus, né le 23 décembre 1527 à Chalon-sur-Saône et mort le 4 mai 1591 à Altdorf bei Nürnberg, est un jurisconsulte français.

## Biographie
L’un des principaux représentants du courant doctrinal dit de l'humanisme juridique, il enseigna le droit, dès l'âge de 24 ans, à l’université de Bourges, eut dans cette ville de vifs démêlés avec Jacques Cujas, quitta la France après la Saint-Barthélemy parce qu'il était calviniste, et fut successivement professeur à l’université de Heidelberg, à l’université de Leyde, à l’université d'Altdorf, où il devait terminer ses jours et dont il fut une célèbre personnalité, travaillant en étroite amitié avec son ancien élève Scipione Gentili (en) et empêtré dans des querelles avec Hubert van Giffen. 
Doué d'une mémoire prodigieuse, il était aussi bon littérateur que savant jurisconsulte. 
Il a laissé des Commentaires sur le Digeste et le Code et des traités particuliers. Ses ouvrages se distinguent par la méthode philosophique. Ses Opera omnia juridica ont été réunis en 12 volumes in-folio, Lucques, 1762-1768 ; Rome et Macerata, 1828-1833.

## Publications

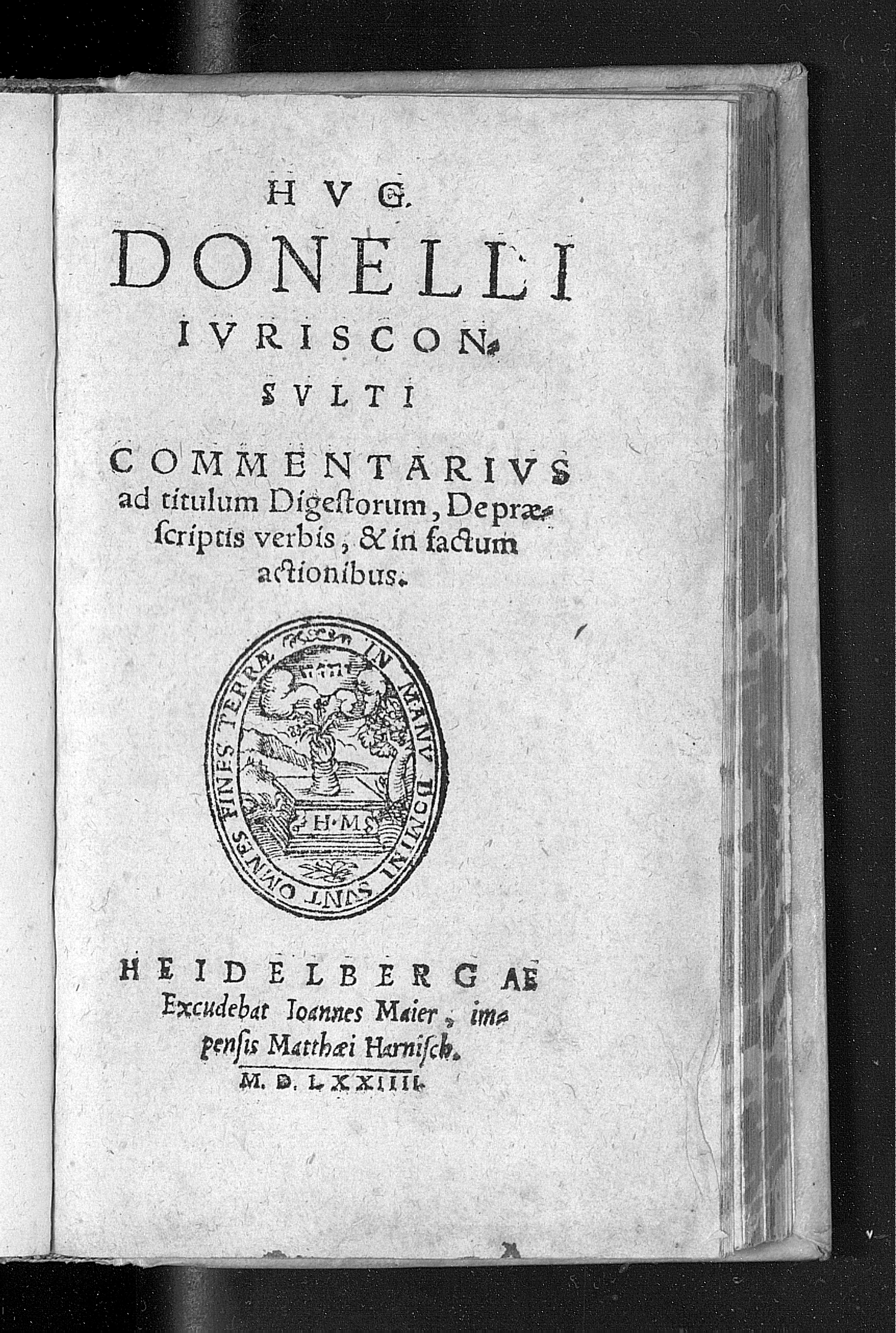
Commentarius ad titulum Digestorum De praescriptis verbis et in factum actionibus, 1574

- Commentaria in tit. Padectarum de usuris, nautico fonere, de fructibus, caussa et accessionibus et de mora, Paris, 1556.
- Ad legem Justiniani de sententiis quae pro eo quod interest proferuntur, sive de eo quod interest, liber Paris 1561, Neustadt 1580, Altdorf 1589 autre édition : a Donello recognitus, Ap. Carterium 1596, Leyde, 1630.
- Commentaria Ad tit. Dig. De rebus dubiis, Bourges, 1571 ; Anvers, 1584.
- Commentaria Ad tit. Cod. De pactis et transactt., Bourges, 1572 ; Paris, 1573 ; Cologne, 1574.
- Zachariae Furnestri Defensio pro justo et innocente tot millium animarum sanguine in Gallia effuso adversus Molucii calumnias, 1573, 1579.
- Commentaria Ad tit. Dig. De praescriptis verbis et in factum actionibus, Heidelberg 1574, 1580.
- Commentaria ad tit. Inst. De actionibus, Anvers, 1581, 1596, 1620.
- Tractatus de pignoribus et hypothecis, Francfort.
- Tractatus de aedilitio edicto, evictionibus, et duplae stipulatione, de probationibus, fide instrumentorum et testibus, Francfort.
- Commentaria Ad tit. Dig de rebus creditis seu munto, de jurejurando, de in litem jurando, condictione ex lege, triticiaria, et de eo quod certo loco, Anvers, 1582, Francfort 1626
- Commentaria Ad Codicis Justinianei partes quasdam, 1587.
- Commentaria Ad tit. Digestorum de diversis regulis juris, Anvers.
- Commentaria Ad tit. Dig. De Verborum obligationibus, Francfort, 1599.
- Commentarium de jure civili viginti octo, in quibus jus civile universum singulari artificatio atque doctrina explicatum continetur, Francfort 1595, 1596
- Hugonis Donelli opera postuma et aliorum quaedam, ex biblotheca Sciponis Gentilis, Hanovre, 1604
- Opera cur. und Barth. Franc. Pellegrini, Lucerne, 1762-1770, 12 vol. in f°.

## Sources
Cet article comprend des extraits du Dictionnaire Bouillet. Il est possible de supprimer cette indication, si le texte reflète le savoir actuel sur ce thème, si les sources sont citées, s'il satisfait aux exigences linguistiques actuelles et s'il ne contient pas de propos qui vont à l'encontre des règles de neutralité de Wikipédia.